# Ministerium für Kommunikation und Informationstechnologie (Ägypten)
Das Ministerium für Kommunikation und Informationstechnologie (arabisch وزارة الاتصالات وتكنولوجيا المعلومات, DMG Wizārat al-Ittiṣālāt wa-Tiknūlūǧiyā l-Maʿlūmāt) ist das Medien- und Informationstechnologieministerium Ägyptens.
Ägypten unterhält seit 1954 den „Staat-Informationsdienst“ (SIS) des Informationsministeriums, mit 32 ausländischen und 65 inländischen Büros, sowie 29 Pressezentren. Chef dieses Amtes war bis zum 15. Februar 2008 Ayman el-Qaffas, Schwiegersohn des Geheimdienstchefs Omar Suleiman, er wurde abgelöst durch Ismail Khairat. Der Informationsminister Anas Ahmed Nabih El-Fiqqi wurde am 12. Februar 2011 unter Hausarrest gestellt und trat von seinem Amt zurück.
Nach der Revolution 2011 wurde es in der heutigen Form neu konstituiert.

## Ägyptische Informationsminister
| Name                        | Amtszeit                   |
| --------------------------- | -------------------------- |
| Ahmad Nazif                 | Oktober 1999 – Juli 2004   |
| Tariq Kamil                 | Juli 2004 – Februar 2011   |
| Madschid Uthman             | Februar 2011 – Juli 2011   |
| Muhammad Abd al-Qadir Salim | Juli 2011 – August 2012    |
| Hani Mahmud                 | August 2012 – Januar 2013  |
| Atif Hilmi                  | Januar 2013 – März 2015    |
| Chaldud Nadschm             | März 2015 – September 2015 |
| Yasir al-Qadi               | September 2015 – Juni 2018 |
| Amr Talaat                  | Juni 2018 – heute          |